# Cho Gu-ham
Cho Gu-ham (조구함; Gangwon, 30 de julho de 1992) é um judoca sul-coreano, medalhista olímpico.

## Carreira
Gu-ham esteve nos Jogos Olímpicos de Verão de 2020 em Tóquio, onde participou do confronto de peso pesado, conquistando a medalha de prata após disputa contra o japonês Aaron Wolf.